# Fünf-Wunden-Kapelle (Burgkunstadt)

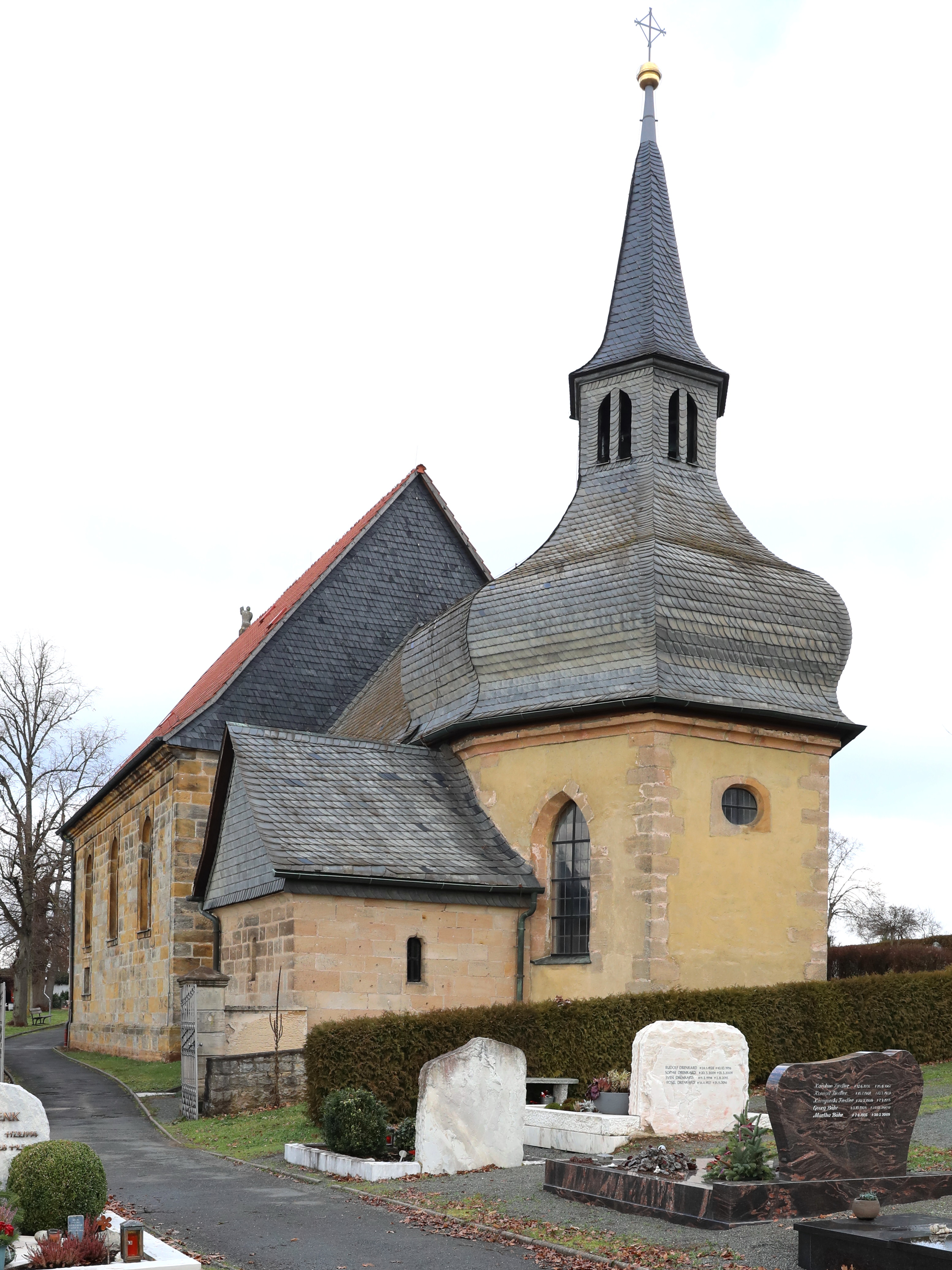
Fünf-Wunden-Kapelle in Burgkunstadt

Die römisch-katholische Fünf-Wunden-Kapelle steht in Burgkunstadt im oberfränkischen Landkreis Lichtenfels. Die 1666 geweihte Fünf-Wunden-Kapelle befindet sich innerhalb des um 1804 angelegten städtischen Friedhofes.

## Geschichte
An der Stelle der Fünf-Wunden-Kapelle stand zuvor die um 1400 in den Lehenbüchern nachweisbare, sogenannte Tierkapelle in der Flur Tiergarten vor der Stadt. Diese wurde vermutlich im zweiten Markgrafenkrieg zerstört. Im Jahr 1518 wurde ein Kreuzweg von Klausenkapelle im Burgkunstadter Zentrum zur Tierkapelle errichtet. Zwei zugehörige Bildstöcke von Kreuzwegstationen stehen noch in der Friedhofsstraße.
Im Jahr 1658 erschienen der Legende nach einer lungenkranken Magd, die sich auf einem Stein, dem Altarstein der alten Kapelle niederließ, die fünf Wunden Jesu Christi. Sie verspürte einen stechenden Schmerz und war danach von ihrem Leiden erlöst. Der Bamberger Dompropsteiamtmann Christoph Burckhardt zu Maineck hatte 1634 in den Notzeiten des Dreißigjährigen Krieges ein Gelübde abgelegt. Nach der wundersamen Heilung verwirklichte Burckhardt sein Gelübde durch die Stiftung eines Kapellenneubaus. Die Grundsteinlegung war am 30. April 1659 und die Benediktion als Fünf-Wunden-Kapelle folgte am 29. Juni 1666 durch den Weismainer Dekan Elias Kraus. Teile der 1624 noch erwähnten alten Kapelle wurden wohl spätmittelalterlicher Kern des Chors und Vorchors der Fünf-Wunden-Kapelle mit einem erneuerten Chorgewölbe.
Nach weiteren wundersamen Heilungen nach Anbetung der fünf Wunden Jesu und der 1682 erfolgten Gründung der Erzbruderschaft zu den heiligen fünf Wunden entwickelte sich die Kapelle zur Wallfahrtskirche. Die Wallfahrer kamen unter anderem aus ganz Franken, Böhmen, dem Egerland, aus der Rhön und Thüringen. Der Anbau der Sakristei folgte wohl 1677 und 1719 die Errichtung eines vergrößerten Langhauses durch Christoph Leidner. Erst 1752 war nach weiteren Arbeiten am Bau und der Ausstattung die Kirche in aktuellen Form vollendet.
Nach der Anlegung des städtischen Friedhofes um 1804 östlich der Fünf-Wunde-Kapelle wurde diese auch Friedhofskapelle. Zu Beginn des 20. Jahrhunderts hatte die öffentliche Wallfahrt nach Burgkunstadt aufgehört.
Eine Grundsanierung ließ die Gemeinde, unterstützt durch eine Spende von Friedrich Baur, 1958 durchführen. Dabei wurde die Holztonne im Vorchor eingezogen.

## Baubeschreibung

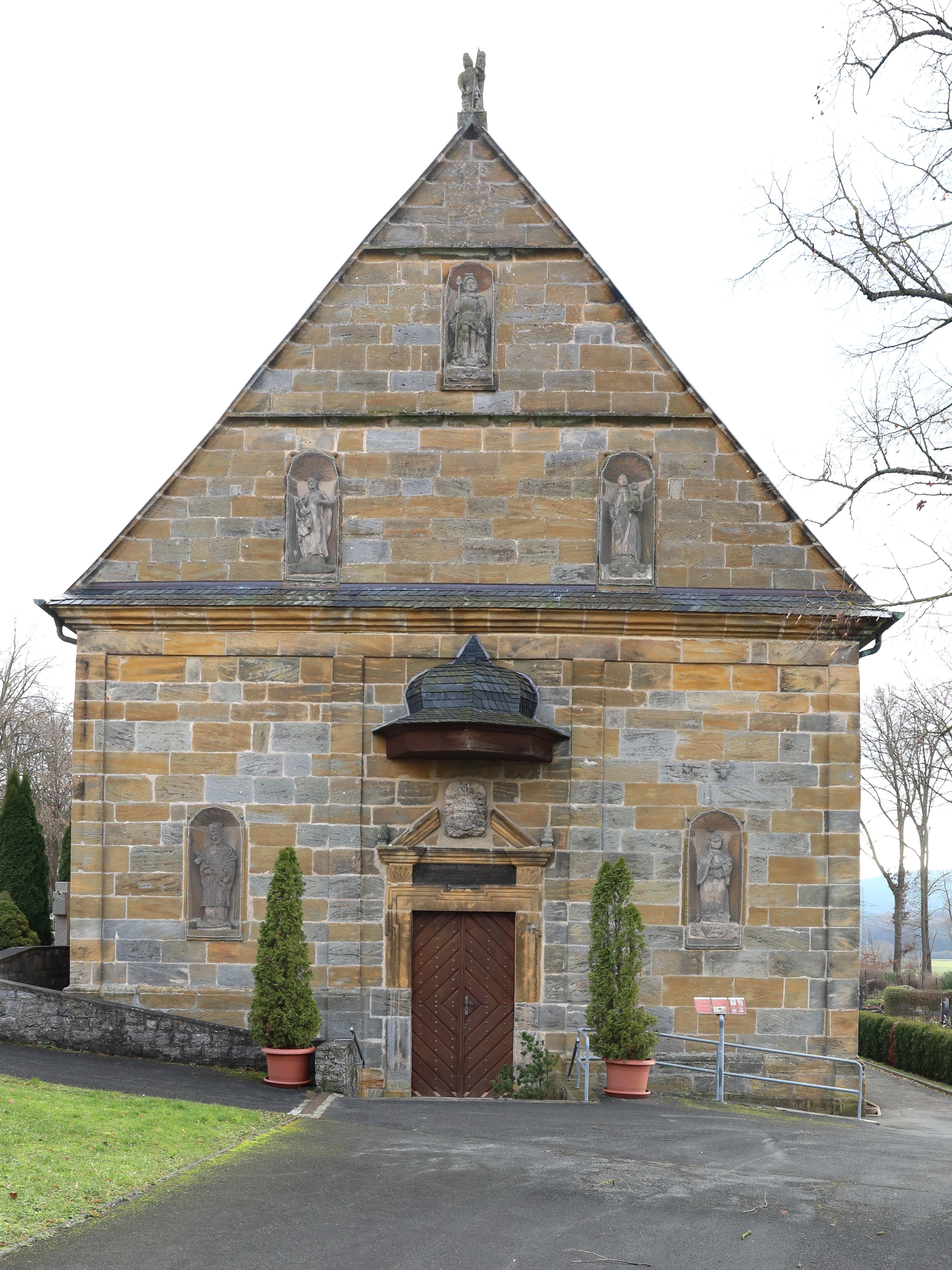
Westfassade mit Portal

Die Kapelle steht innerhalb des Friedhofes auf einer Anhöhe südöstlich des Burgkunstadter Zentrums. Der Saalbau besteht aus einem Chor, einem Vorchor und einem Langhaus. Der Vorchor war vermutlich das Langhaus der Tierkapelle.
Die Kapelle besitzt einen leicht eingezogenen Chor, mit einem Joch und einem 3/8-Schluss. Darüber befindet sich eine verschieferte Kuppel, bekrönt von einer sechsseitigen Laterne mit Schallfenstern, einem Spitzhelm und einem Knauf mit Kreuz als Abschluss. Ein Kreuzgewölbe, auf Gesimskonsolen ruhend, überspannt mit Kehlrippen und Scheibenschlusssteinen den Chorraum. Zwei spitzbogige Fenster und ein querovales Fenster in der Chorstirnwand belichten den Raum. Der Außenbau besteht aus verputztem Mauerwerk, versehen mit Sandsteingliederungen bei den Fenstern und an den Bauwerksecken sowie beim Kehlgesims unter der Traufe.
Der gegen das Langhaus eingezogene Vorchor besitzt zwei Fensterachsen. Den von einem Holztonnengewölbe überspannten Innenraum belichten zwei spitzbogige, mit zweibahnigem Fischblasenmaßwerk versehene Fenster in der Südwand. Den Zugang zum Langhaus bildet ein runder Chorbogen. Das Außenmauerwerk ist, wie beim Chor, verputzt ausgeführt.
Eine flache Holzdecke überspannt das dreiachsige Langhaus. Fünf rundbogige Fenster belichten den Innenraum mit einer eingeschossigen Holzempore an der West- und Nordseite, auf vier Flaschensäulen mit Sockeln ruhend. Die Seitenwände des unverputzten Sandsteinquaderbaus gliedern Ecklisenen, die Fensterrahmungen sind profiliert und geohrt. Die Westfassade gliedern Lisenen in drei Abschnitte. Unter dem Giebel ist das Traufgesims durchgeführt. Zwei weitere Gesimse teilen den Giebel. Das Portal in der Giebelwand schmückt eine profilierte, geohrte Rahmung mit einem gesprengten Flachgiebel darüber.
In der Gebälkzone befindet sich eine lateinische Inschrift, die übersetzt lautet:
„Dies ist die Pforte des Herrn.

Die Gerechten werden in sie eintreten.

Wer du auch seist, dieses Tor steht dir offen.

Aber du sagst: Für meine Sünden ist dieses Tor nicht durchgängig.

Wenn etwa Sündenfesseln dich binden, brich sie!

Wenn du als Gerechter nicht kommen kannst, kannst du als Gerechter gehen!

1752“
Ein Sandsteinrelief im Giebelfeld des Portals zeigt das Amtswappen des Fürstbischofs Lothar Franz von Schönborn. Über dem Portal ist ein vierseitig polygonal vorgezogenes Vordach mit einer verschieferten Zwiebelkuppel angeordnet. In den beiden Nischen neben dem Portal stehen Sandsteinfiguren der Heiligen Johannes Nepomuk und Franziskus. In den oberen drei Nischen des Giebelfeldes stehen die Heiligen Franz Xaver, Antonius und Georg. Eine Figur des heiligen Florian bekrönt den Giebel.
Die Sakristei steht an der Südseite des Chores. Der eingeschossige, verschieferte Satteldachbau hat ein unverputztes Sandsteinquadermauerwerk. Ein Kreuzgratgewölbe überspannt den Innenraum, der von zwei kielbogigen Schlitzfenstern in der Ost- und Südseite belichtet wird.

## Ausstattung
Der Hauptaltar besteht aus einem marmorierten Holzaufbau mit vergoldetem Rocailledekor. Der Aufbau enthält vor einer weit auskragenden Baldachindraperie die fünf Wunden Christi in einer Reliefschnitzerei. Darüber befindet sich die Halbfigur Gottvaters. Seitlich stehen golden gefasste Holzstatuen der Schmerzhaften Muttergottes und des heiligen Johannes der Evangelist. Den oberen Abschluss bilden zwei Engel mit Kreuz und Schwamm sowie eine Krone und Kreuz.
Die beiden Seitenaltäre sind um 1720 durch den Burgkunstadter Schreinermeisters Paul Seeber entstanden. Sie bestehen aus marmorierten Holzaufbauten. Das linke Altarblatt ist eine Kopie des Passauer Mariahilfbildes mit Gottvater und Engeln, flankiert von Holzstatuen der Heiligen Petrus und Paulus, und das rechte die Verklärung des heiligen Johannes Nepomuk, flankiert von Holzfiguren der Heiligen Johannes der Täufer und Laurentius. An den Gesimsen sind Stifterwappen vorhanden. In den Altarauszügen befinden sich Medaillons mit einem Marien- beziehungsweise Jesusmonogramm.
Die Kanzel entstand in der zweiten Hälfte des 17. Jahrhunderts. Sie besteht aus einem marmorierten Holzaufbau mit einem konvexen Unterteil und einem vieleckigen Korb. An den Kanzelecken sitzen Figuren der vier Evangelisten. Der Erzengel Michael bekrönt den Schalldeckel.
Aus der 1816 abgebrochenen Burgkunstadter Klausenkapelle befinden sich zwei Holzfiguren in der Fünf-Wunden-Kapelle. Dies ist eine im Chorbogen freischwebende, doppelgesichtige Madonna im Strahlenkranz. Die Figur entstand Anfang des 16. Jahrhunderts in einer Bamberger Werkstatt. Außerdem hängt im Langhaus ein Kruzifixus von besonderer Qualität aus dem 17. Jahrhundert.
Im Vorchor hängt an der nördlichen Wand ein Votivbild von 1732. Es zeigt ein Chronogramm und das Wappen des Stifters mit der Bezeichnung „BBB“ (Benedikt Benignus Burkart). Auf der Empore befindet sich ein Votivbild, im Jahr 1759 gestiftet.